# Яблочное (Сумская область)
Я́блочное (укр. Яблучне) — село, Кириковская поселковая община, Ахтырский район, Сумская область, Украина.
Код КОАТУУ — 5921285801. Население по переписи 2001 года составляло 1135 человек.

## Географическое положение
Село Яблочное находится на левом берегу реки Рябинка, выше по течению на расстоянии в 1,5 км расположено село Майское, ниже по течению на расстоянии в 1,5 км расположено село Рябина. Река в этом месте извилистая, образует лиманы и заболоченные озёра. Рядом проходит железная дорога, станция Спицын.

## История
- Первое известное из документов упоминание о Яблочном приходится на 1699 год. Яблочное под этим годом упоминается не как село, а только хутор, который получил своё название.
- В 1705 году хутор получает большое пополнение населения за счёт переселенцев из некого другого места. В 1705 году в Яблочном была построена первая церковь.
- Жители села принимали участие в боевых действиях против шведской армии Карла ХІІ. В период франко-русской войны 1812 года многие яблучане не вернулись домой, отдав свою жизнь на полях жестоких сражений. Крестьяне Яблочного частично, в первый период, избежали крепостной кабалы.
- Они принадлежали к категории так называемых государственных крестьян и считались лично независимыми. Но жизнь их была тяжёлой. Крестьян облагали тяжёлыми денежными налогами и различными повинностями. Культура земледелия находилась в примитивном состоянии. К этому присоединились частые неурожаи. Только с 1756 года по 1799 год неурожаи повторялись 21 раз. Все это неизбежно повлекло за собой обнищание крестьян, к катастрофическому упадку их хозяйств.
- В 1780 году более 60 яблучан, забрав свои семьи, на подводах, запряжённых волами, бежали из слободы на «запорожские дороги». Среди яблучан были зажиточные хозяева, которые имели много скота, сельскохозяйственный инвентарь, брали в аренду землю и пользовались наёмной силой. Эти хозяева ставили мельницы, строили маслобойни, а позже, в XX веке, отправляли чумацкие обозы за солью в Крым. Состояние письменности населения красноречиво характеризуется хотя бы тем, что даже в послереформенный период волостной старшина Яблочного вместо своей подписи ставил на бумагах саму печать.
- Экономическое и культурное развитие улучшилось в связи со строительством железной дороги Люботин—Ворожба—Сумы, движение на которой официально открыто 8 января 1878 года. У Яблочного появилась железнодорожная станция Спицын.
- В 1899 году в Яблочном было уже больше двух с половиной тысяч человек. В селе проходили еженедельные базары и несколько ярмарок в год. У зажиточных крестьян появились молотилки и другие сельскохозяйственные машины, начала работать паровая мельница. На рубеже XX века земство построило новую типовую двукомплектную школу. Тогда же была открыта земская участковая больница. В 1923 году создаётся в селе Яблочное коммуна имени Боровского. Коммуна имела на то время 340 га земли, из тягла — 4 пары волов, 8 лошадей, 1 жеребца-рысака, паровая мельница. В 1928 году коммуна получила 2 трактора Фордзон-Путиловець, соорудили инкубаторную станцию. В 1930 году земельная площадь коммуны имени Боровского увеличилась до 580 га, открылась общеобразовательная начальная школа, зимой работала политическая школа.
- Весной 1930 года началось в селе принудительное вступление в колхозы, а осенью этого же года организационно оформили такие артели: им. Молотова, «Красный боец», им. 8 Марта, «Красная заря», «Социалистическая перестройка», «Ленинский путь», «Победа», им. Ворошилова. В 1952 году начался процесс объединения колхозов. Пять артелей объединились в одну артель им. Хрущёва. Председателем избрали М’язя А. А. За годы его председательства было построено электрическую станцию (1954 год), открыты новые магазины, кирпичный завод. В лесу находились дома для отдыха колхозников. Работал в колхозе инкубатор, был ситроцех, маслозавод. В селе работала собственная хлебопекарня и теплица. Была открыта музыкальная школа, выпускалась газета «Вперёд».
- В 1974 году школьники начали учиться в новой двухэтажной школе.

## Экономика
- Молочно-товарная и свино-товарная ферма.

## Известные уроженцы
- Чикатило, Андрей Романович (1936—1994) — советский серийный убийца[2].